# دالکی-تارتاک
دالکی-تارتاک (به لهستانی:  Dalekie-Tartak) یک روستا در لهستان است که در گمینا برانگشچک واقع شده‌است. دالکی-تارتاک ۳۱۴ نفر جمعیت دارد.